# Paramantis nyassana
Paramantis nyassana är en bönsyrseart som beskrevs av Giglio-Tos  1912. Paramantis nyassana ingår i släktet Paramantis och familjen Mantidae. Inga underarter finns listade i Catalogue of Life.